# Julius Korir
Julius Korir (Distrito de Nandi, 21 de abril de 1960) es un atleta keniano retirado.

## Palmarés internacional
Saltó a la fama internacional al ganar la medalla de oro de los 3000 metros obstáculos de los Juegos de la Mancomunidad de 1982, celebrados en Brisbane. Ese año obtuvo además la medalla de plata en el campeonato africano.
En 1984 se proclama campeón de los 3000 metros obstáculos en los Juegos Olímpicos de Los Ángeles 1984.